# Rephuns Garten

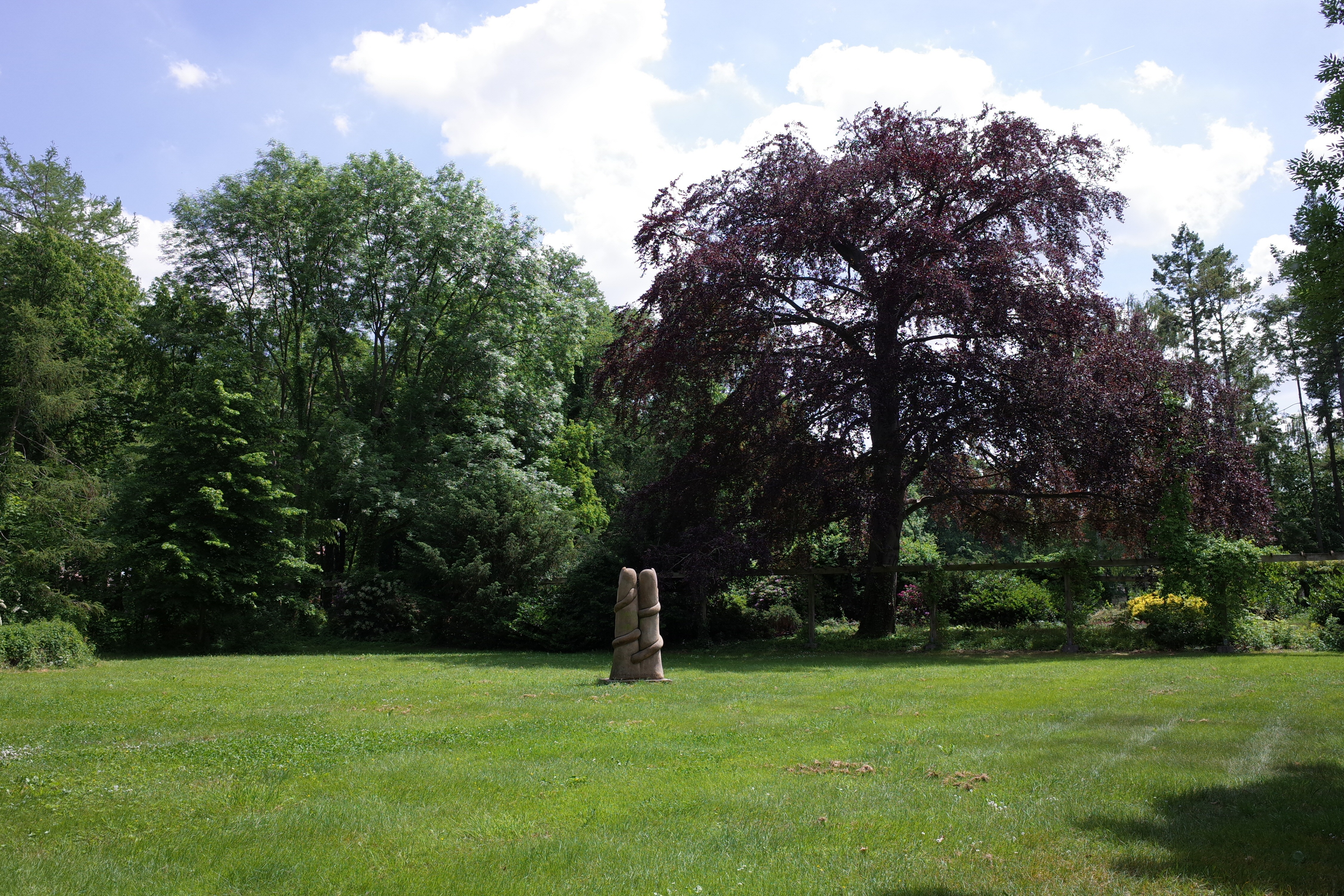
Rephuns Garten

Rephuns Garten ist ein denkmalgeschützter Stadtpark in der Stadt Zerbst in Sachsen-Anhalt. Im örtlichen Denkmalverzeichnis ist der Park unter der Erfassungsnummer 0947 1666001 als Baudenkmal verzeichnet.
Bei Rephuns Garten handelt es sich um eine Adaption eines älteren Privatgartens als städtische Parkanlage, die eine Mischung aus wichtigen gartenkünstlerischen Strömungen seit dem Barock bis in die letzte Nachkriegszeit widerspiegelt. So ist beim Wegesystem das barocke erhalten geblieben. Es finden sich aber auch Ansätze des gemischten Stils des späten 19. Jahrhunderts sowie auch Gestaltungen und Einbauten des DDR-Kulturparkprogrammes. Rephunsgarten ist die bedeutendste nicht höfische Gartenanlage in Zerbst und wurde 2017 unter Denkmalschutz gestellt.

## Geschichte
Bei Rephuns Garten handelt es sich um einen öffentlichen Stadtpark, einer ehemaligen bürgerlichen Gartenanlage der Familie Rephun, der seit dem 16. Jahrhundert besteht. Um 1733/34 führte der königlich Großbritannische Kommissarius Johann Georg Köhler eine durchgreifende Gartengestaltung durch. 1750 wurde der Garten modernisiert und von der Familie Rephun übernommen. Seit dem 18. Jahrhundert gehört das rechteckige wie auch das runde Bassin mit zur Gartenanlage. 1801 wurde die Gartenanlage an den Gärtner Friedrich August Halbentz verpachtet. Dabei wurde der größte Teil des Wegesystems nicht verändert. Er begann mit einer landschaftlichen Umgestaltung. Er war für die barocke Wegestruktur und die beiden Wasserbecken verantwortlich. Es wird auch vermutet, dass er die beiden Sumpfzypressen am Rondell pflanzen ließ, die zu den einzigen erhaltenen Exemplaren der berühmten Zerbster Baumschule Cortum gehören. Nach dem Tod des Oberforstmeisters Ernst Wilhelm Gottlob von Rephun ging Rephuns Garten in den Besitz der Stadt Zerbst über, wie auch der restliche Besitz des Oberforstmeisters laut seinem Testament von 1811. Die Stadt benannte 1887 die Anlage nach ihrem Stifter als Rephuns Garten. An der Stelle der ehemaligen Wohn- und Wirtschaftsbauten von Oberförster Rephun, nördlich an Rephuns Garten gelegen, befindet sich seit 1895 die Gaststätte Von Rephuns Garten.

## Gestaltung
Einige auf eine landschaftliche Gestaltung zurückgehende Elemente sind noch erhalten geblieben, wie das Wegesystem, einige Gehölzgruppen und eine markante Blutbuche im Bereich der heutigen Hauptquerachse. Die Hauptquerachse verläuft geradlinig und wurde in der letzten Nachkriegszeit gestaltet. Am Schnittpunkt mit der älteren geradlinigen Längsachse befindet sich eine rondellartige Platzfläche mit einer runden Brunnenanlage.
Am rechteckigen Bassin befand sich eine Brunnenfigur in Form von Neptun, diese ist heute nicht mehr vorhanden. Auch nicht mehr vorhanden sind zwei barocke Parkskulpturen, die auf zwei noch vorhandenen Sandsteinpodesten standen.